# Sine Renlev
Sine Renlev (også Methea Jensine Renlef) (1850-1906) var den første kvindelige adventistprædikant i Danmark. Hun kom fra Vilslev eller Jedsted nær Ribe.
John G. Matteson er året før ankommet til Danmark, og holder i 1879 møder på en gård nær Vilslev Kirke, hvor Sine Renlev bliver optaget af Adventbudskabet, ugens syvende dag som sabbat og Jesu snare genkomst, og bliver døbt og optaget i den stedlige adventistmenighed.
Kort tid efter deltager hun i Matteons kolpotørskole, og får i 1886 bevilling som bibelarbejder, mens spørgsmålet om ordination af kvindelige præster bliver taget op for første gang i Adventistkirkens internationale hovedorganisation i 1880'erne.

## Virke i Midtjylland
Sine Renlevs arbejde førte til oprettelsen af flere adventistmenigheder, bl.a. Syvende Dags Adventistmenigheden ved Ejstrup den 10. maj 1980, der blev til Lille Nørlund Adventkirke.
En del af medlemmerne var kort tid inden blevet slettet fra medlemslisten for baptisterne i Kølkær.
Kronikøren A skriver i Herning Folkeblad d. 14. februar år 1890:
En bevægelse af en særegen Art, som man i al Fald kan kalde Bevægelse indtil Overflod, har i den senere Tid - om man saa maa sige - raset særlig i den sydlige Del af vort eller saa rolige Sogn. Denne Bevægelse er udgaaet fra Baptisterne i Kølkær. Saa vidt vides ere disse, der i flere Aar have haft deres Tilhold nævne Sted, omtrent alle gaaede over til Adventismen. Blandt disse er der opstaaet en stor Profet i skikkelse af en ung og indtagende kvinde, der fører et saa behageligt Sprog og er i enhver Henseende så vindende, at hun næsten river alle med sig. ... Det har været forbavsende at se den Magt, en saadan Kvinde kan have. Hun har holdt møde Aften efter Aften, og man har stadig strømmet sammen i store Skarer, og man har mødt Aften efter Aften for at høre det samme. Folk har kappedes om at faa denne Kvinde i deres Huse, og mange hang ved hende, som var hun en Engel fra Himlen.«

Forsvarer K i Herning Folkeblad den 10. marts:
 Ganske vist har her ogsaa været en Kvinde, som har holdt en del Bibellæsninger, som jeg har hørt nogle af, og det, jeg har hørt, fortjener virkelig ikke at kritiseres eller omtales saaledes, som det er bleven ... Men nu vil jeg bede alle de ærede Kritikere, som ere her rundt omkring i Sognet, at hvis denne Kvinde kommer her igen og holder Møder, overværer et af disse og da overbevis hende om, hvad I mene, der er Vildfarelse; det synes jeg er bedre end at bagtale hende, naar hun er rejst bort fra Egnen, og jeg er vis paa, at hun vil være Eder meget taknemmelig derfor, hvis I kunne lede hende paa en bedre Vej end den, hun er paa, da hun gærne vil, at baade hendes og alle andres Sjæle skulde blive frelste.

## Virke andre steder i Danmark
Sine Renlev rejste rundt og arbejdede flere steder i landet, hun virkede bl.a. i 1887 på Fyn, og i 1889 virkede hun ved en kampagne i Jerslev, Jerslev Adventkirke.